# Malte au Concours Eurovision de la chanson 2017
Malte est l'un des quarante-deux pays participants du Concours Eurovision de la chanson 2017, qui se déroule à Kiev en Ukraine. Le pays est représenté par la chanteuse Claudia Faniello avec la chanson Breathlessly, sélectionnées lors du MESC 2017. Le pays termine à la 16e place en demi-finale, recevant 55 points, ce qui ne lui permet pas de se qualifier en finale.

## Sélection
Le diffuseur maltais confirme sa participation le 17 août 2016. Seize chansons sont sélectionnées pour participer à la sélection maltaise : le Malta Eurovision Song Contest. Contrairement aux années précédentes, la sélection ne comporte qu'une finale.
Le vainqueur est désigné par le télévote maltais.
| Ordre | Artiste             | Chanson             | Télévote | Place |
| ----- | ------------------- | ------------------- | -------- | ----- |
| 1     | Klinsmann Coleiro   | Laserlight          | 332      | 10    |
| 2     | Raquela Dalli Gonzi | Ray of Light        | 551      | 8     |
| 3     | Deborah C & Josef   | Tonight             | 572      | 7     |
| 4     | Kevin Borg          | Follow              | 2 502    | 3     |
| 5     | Jade Vella          | Seconds Away        | 166      | 14    |
| 6     | Crosswalk           | So Simple           | 245      | 12    |
| 7     | Franklin Calleja    | Follow Me           | 1 303    | 5     |
| 8     | Rhiannon            | Fearless            | 288      | 11    |
| 9     | Miriana Conte       | Don't Look Down     | 156      | 16    |
| 10    | Shauna Vassallo     | Crazy Games         | 159      | 15    |
| 11    | Janice Mangion      | Kewkba              | 4 544    | 2     |
| 12    | Cherton Caruana     | Fighting to Survive | 340      | 9     |
| 13    | Maxine Pace         | Bombshell           | 627      | 6     |
| 14    | Richard Edwards     | You                 | 186      | 13    |
| 15    | Brooke Borg         | Unstoppable         | 2 000    | 4     |
| 16    | Claudia Faniello    | Breathlessly        | 4 996    | 1     |

La sélection est remportée par Claudia Faniello et sa chanson Breathlessly.

## À l'Eurovision
Malte participe à la deuxième demi-finale, le 11 mai 2017. Arrivé 16e avec 55 points, le pays ne s'est pas qualifié pour la finale.